# Funvic Brasilinvest-São José dos Campos/Saison 2013
Dieser Artikel listet Erfolge und Fahrer des Radsportteams Funvic Brasilinvest-São José dos Campos in der Saison 2013 auf.

## Erfolge in der UCI America Tour
Bei den Rennen der UCI America Tour im Jahr 2013 gelangen dem Team nachstehende Erfolge.
| Datum        | Rennen                     | Kat. | Fahrer             |
| ------------ | -------------------------- | ---- | ------------------ |
| 6. Januar    | Copa América de Ciclismo   | 1.2  | Francisco Chamorro |
| 23. Januar   | 3. Etappe Tour de San Luis | 2.1  | Alex Diniz         |
| 1. September | 5. Etappe Tour do Rio      | 2.2  | Gregolry Panizo    |

## Zugänge – Abgänge
| Zugänge            | Team 2012                     | Abgänge           | Team 2013                            |
| ------------------ | ----------------------------- | ----------------- | ------------------------------------ |
| Breno Sidoti       | Funvic-Pindamonhangaba        | Héctor Aguilar    | CC Porongos                          |
| Ramiro Cabrera     | Movistar Continental Team     | Adelio Silva      | FW Engenharia/Amazonas Bike/Acos Mil |
| Francisco Chamorro | Real Cycling Team             | Kleber dos Santos | Unbekannt                            |
| Alex Diniz         | Real Cycling Team             |                   |                                      |
| Carlos Manarelli   | Zalf Euromobil Cycling Team   |                   |                                      |
| Flavio Santos      | Funvic-Pindamonhangaba (2011) |                   |                                      |
| Nilceu dos Santos  | Funvic-Pindamonhangaba (2011) |                   |                                      |
| Renato Ruiz        | Scott-Marcondes Cesar (2010)  |                   |                                      |
| Salomão Ferreira   | Neoprofi                      |                   |                                      |
| Antônio Garnero    | Neoprofi                      |                   |                                      |
| Lucas Pereira      | Neoprofi                      |                   |                                      |
| Douglas Santos     | Neoprofi                      |                   |                                      |

## Mannschaft
| Name                 | Geburtstag       | Nationalität |
| -------------------- | ---------------- | ------------ |
| José Braga           | 21. Januar 1993  | Brasilien    |
| Otávio Bulgarelli    | 15. Oktober 1984 | Brasilien    |
| Ramiro Cabrera       | 8. Februar 1988  | Uruguay      |
| Francisco Chamorro   | 7. August 1981   | Argentinien  |
| Carlos Costa         | 3. Dezember 1986 | Brasilien    |
| Alex Diniz           | 20. Oktober 1985 | Brasilien    |
| Salomão Ferreira 1   | 25. Juli 1976    | Brasilien    |
| Tiago Fiorilli       | 11. März 1984    | Brasilien    |
| Antônio Garnero 1    | 17. August 1983  | Brasilien    |
| Óscar Junqueira      | 10. März 1987    | Brasilien    |
| Carlos Manarelli     | 13. Februar 1989 | Brasilien    |
| Antônio Nascimento 1 | 18. August 1977  | Brasilien    |
| Magno Nazaret        | 17. Januar 1986  | Brasilien    |
| Pedro Nicácio 1      | 13. Oktober 1981 | Brasilien    |
| Gregolry Panizo      | 12. Mai 1985     | Brasilien    |
| Lucas Pereira        | 20. Januar 1990  | Brasilien    |
| Renato Ruiz 1        | 9. Juli 1981     | Brasilien    |
| Alan Santos          | 25. Januar 1993  | Brasilien    |
| Douglas Santos       | 16. Februar 1989 | Brasilien    |
| Flavio Santos        | 12. Oktober 1980 | Brasilien    |
| Nilceu dos Santos 1  | 14. Juli 1977    | Brasilien    |
| Breno Sidoti 2       | 16. März 1983    | Brasilien    |
| Roberto Silva        | 9. Januar 1983   | Brasilien    |